# Cinéma germano-turc
 (juillet 2022).

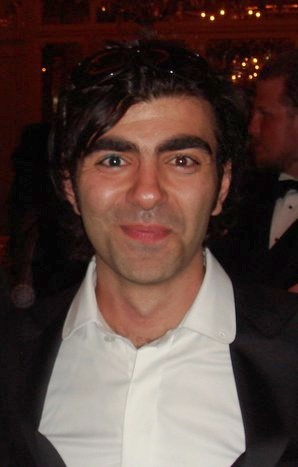
Fatih Akın, un des réalisateurs connus du cinéma germano-turc, photographié à Cannes en mai 2008.

Les notions de cinéma germano-turc et de film germano-turc sont des termes de cinématographie décrivant principalement un cinéma créé par des artistes issus de la diaspora turque d'un pays de langue allemande (soit immigrés eux-mêmes, soit descendants d'immigrés). En outre, des films de l'aire linguistique allemande, ayant pour sujet principal la thématique germano-turque, sont également comptés parmi l'histoire du film germano-turc, quelle que soit l'origine du réalisateur[pas clair]. 
Le cinéma à thématique germano-turque tout juste naissant des années 1970 et 1980 a entraîné, sauf quelques rares exceptions, une vague de films ayant pour sujet les migrations turques en Allemagne. Et même des œuvres germanophones plus anciennes de réalisateurs turcs encore vivants appartiennent à ce cinéma thématique. Le terme de « cinéma germano-turc », qui désigne la production intense et variée de films d'auteurs turcs en Allemagne, n'est apparu qu'au début des années 1990. Ceux-ci sont issus de la deuxième génération d'immigrés Turcs. Les plus connus de ces metteurs en scène sont : Thomas Arslan, Yilmaz Arslan et en particulier Fatih Akın, qui a acquis une renommée internationale. 

## Définition
D'après l'historien du cinéma australien Roger Hillman (de), le terme de « film germano-turc » s'est figé au cours des années 1990. D'après une estimation de l'Institut du Film Allemand, il s'agit aussi bien d'un phénomène international appelé « Cinéma du métissage » que d'une nouvelle émergence des Turcs sur la scène culturelle allemande.
La recherche actuelle renonce à une définition précise du terme, puisque le cinéma germano-turc est en quantité et en qualité bien trop complexe pour le résumer en quelques phrases ou chapitres, comme le dit Claus Löser. Pendant longtemps, on a regroupé les films des metteurs en scène allemands d'origine turque, car ils avaient le même patrimoine inter-culturel, mais même cette catégorie n'est plus valable aujourd'hui. Ainsi cohabitent des films à thématique germano-turque avec des œuvres purement allemandes comme Lautlos (2004) de Mennan Yapo, ou au contraire uniquement turques comme le court-métrage maintes fois récompensé Bende Sira (2007) de la décoratrice de théâtre berlinoise Ismet Ergün, qui façonnent le cinéma allemand d'origine turque.
Finalement le terme est à prendre comme une aide, qui permet aux historiens du cinéma de classer le phénomène assez récent du cinéma d'auteurs d'origine turque à partir des années 1990, et ainsi d'éviter la terminologie désormais inadaptée de « cinéma des migrants » ou de « cinéma des immigrés ». La naissance de ce nouveau concept insiste sur les différences avec le cinéma naissant allemand et avec le cinéma des premiers immigrants. Dans l'ensemble, le cinéma d'auteurs d'origine turque en Allemagne est rattaché aussi bien au cinéma national qu'au cinéma « transnational ».
Doit-on utiliser la désignation « germano-turc » ou « turco-allemand » ? Cette question reste sans réponse. Le projet « Migrant and Diasporic Cinema in Contemporary Europe » a favorisé chez les spécialistes internationaux ces dernières années la variante « Turkish-German cinema », c'est-à-dire le cinéma « turco-allemand », opposé au cinéma « germano-turc » utilisé plus fréquemment.

## Phases et tendances des films germano-turcs
Jusqu'à aujourd'hui on distingue deux phases dans l'évolution du cinéma germano-turc.
La première vague provient des immigrés des années 1970 et 1980. Dans cette première phase du Nouveau Cinéma Allemand, les metteurs en scène et auteurs allemands réalisent des films traitant pour l'essentiel des problèmes d'intégration des Turcs dans la société allemande de l'époque. Par exemple, dans les  années 1970, la principale thématique abordée est « se sentir étranger », comme le montre la série télévisée « Was will Niyazi in der Naunynstraße ». Dans les années 1980, c'est le problème de l'humiliation des femmes turques qui est dénoncé par voie cinématographique.
C'est dans les années 1990 que la deuxième génération d'immigrés turcs, hommes comme femmes, a commencé à donner le premier rôle aux immigrés dans les films allemands, en montrant leur vie quotidienne intégrée dans la société allemande. Il n'est plus question ici de la migration, qui est relayée au second plan dans les films ou qui fait l'objet de documentaires. Ces films racontent la manière dont ces immigrés s'intègrent et vivent en Allemagne.

### Représentations axées sur les problèmes des années 1970 et 1980

#### Débuts du cinéma d'auteurs allemands

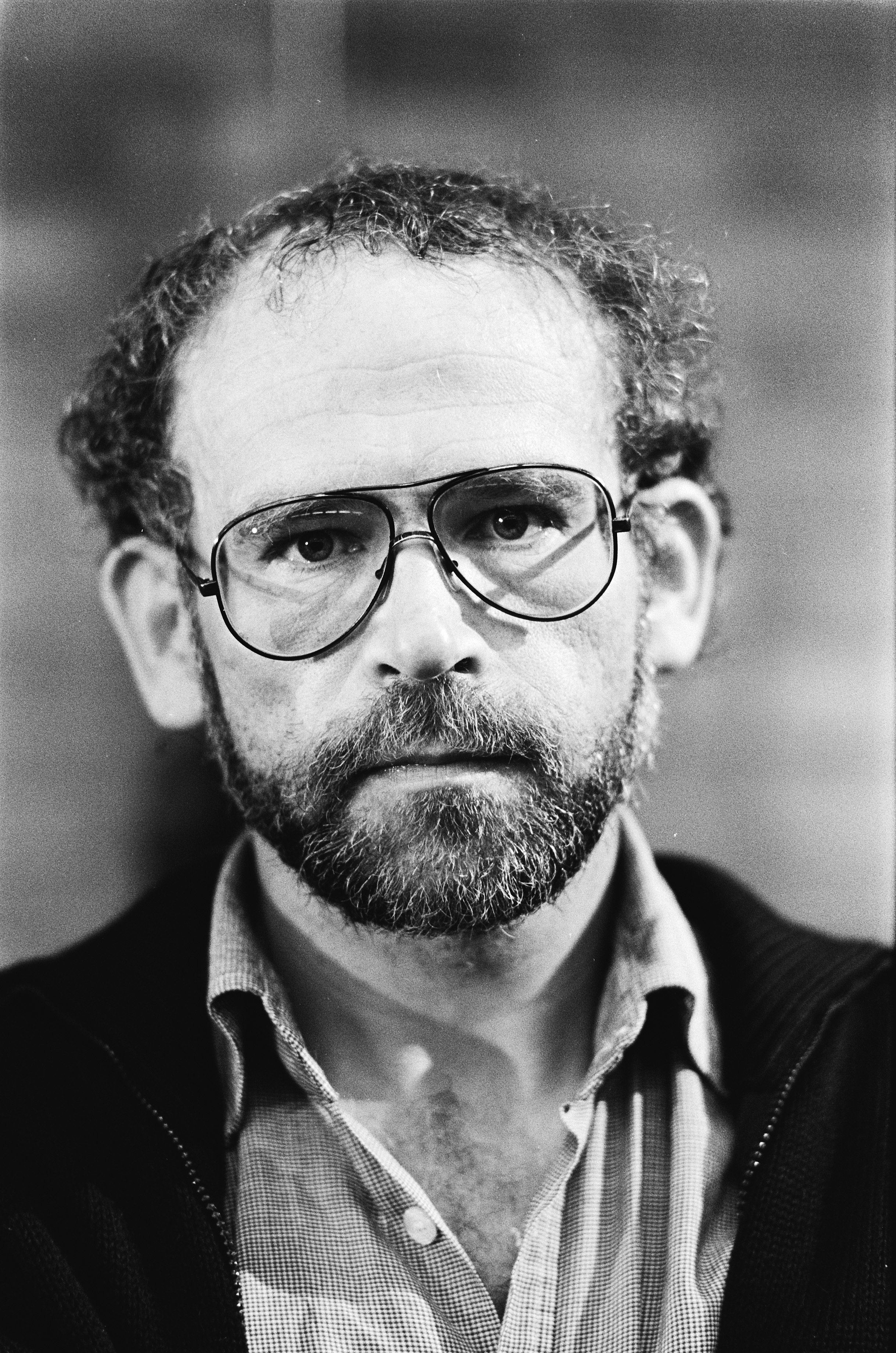
Photo du journaliste d'investigation allemand Günter Wallraff, 1982

Peu de temps après la migration des Turcs en Allemagne au début des années 60, les immigrés commencent à produire un travail artistique, littéraire ou théâtral, au sein de la société allemande. Cependant, dans un premier temps, le cinéma allemand n'est pas concerné. 
«Il n'y avait jusqu'au milieu des années 80 dans le cinéma allemand ni voix turque ni voix d'une autre ethnie. La confrontation inter-culturelle et l'intégration n'étaient pas présentes », selon C.Löser
Seules quelques voix s'élèvent progressivement comme la série télé Shirins Hochzeit en 1975, parce que la réalisatrice Helma Sanders-Brahms, voix des immigrés turcs en Allemagne, a travaillé avec le scénariste Aras Ören, auteur connu. Rainer Werner Fassbinder et son film Angst essen Seele auf  (Tous les autres s'appellent Ali), ou entre autres exemples, le drame romantique germano-turc Zuhaus unter Fremden (1979) de Peter Keglevic (Herbert Grönemeyer y joue le rôle principal et Aysun Bademsoy est metteur en scène) et le film de jeunesse de Rüderiger Nüchtern Nacht der Wölfe (1981), qui représente de façon réaliste une dispute entre 2 bandes rivales de jeunes, joué par des acteurs turcs et allemands.
Appartient également à cette série le documentaire de Hans A. Guttners, Alamanya, Alamanya (1979) et Im Niemandsland (1983) avec Erdal Merdan, qui avait déjà joué le rôle principal dans la série Tatort avec la thématique de la migration. 
On note aussi une première œuvre de Günter Wallraff en 1984 s'intitulant Die Kümmeltürkin geht et son reportage Ganz unten en 1986. Ce dernier a connu un succès mondial car c'est le premier reportage sur les conditions de travail des immigrés turcs. La même année est sorti le film pour enfant Gülibik qui, selon le dictionnaire du film international, est en mesure de faire comprendre au public allemand la culture de collègues turcs encore méconnue. En 1984 le thriller Freuer für den groβen Drachen (1984) est un des rares films de l'époque évoquant la xénophobie et le racisme. Dans les écoles de cinéma allemand s'inscrivent les premiers étudiants d'origine turque qui commencent à utiliser leur patrimoine culturel dans leurs travaux, comme Sema Poyraz et son film Zukunft der Liebe (1980) sur l'éveil d'un enfant d'immigré à Berlin-Kreuzberg, film qui représente le travail d'une Turque en Allemagne et qui passe pour être l'origine du cinéma turco-allemand.

#### Importantes œuvres germano-turques

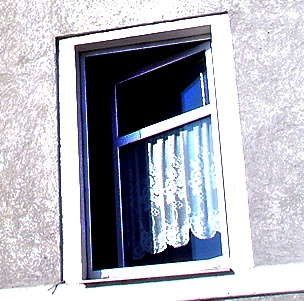
Image du film 40 qm Deutschland (1986)

L'un des premiers longs métrages germano-turcs à se faire connaitre à l’international est 40 qm Deutschland de Tevfik Başer, réalisateur turc. Ce film est distingué en 1986 du Silberneren Leoparden du festival cinématographique international de Locarno, mais aussi par des prix et nomination au Prix du film allemand. 40 qm Deutschland est resté dans le paysage cinématographique comme un phénomène : 

« Ce qui aurait pu être le signal de départ des nouvelles tendances d'un cinéma allemand marqué d'une multiethnie, fut oublié pendant quelques années […]. Başer n'allait pas à l'initiation d'un mouvement, ne justifiait aucune école et ne donnait même pas l'exemple. »

— Claus Löser (de), De Berlin au Bosphore. Variétés et arrière-plans du cinéma turc d'allemand[Quoi ?], Film-Dienst (de), 2004
Précédant 40 qm Deutschland, certains films d'exil de cinéastes turcs sont réalisés en Allemagne ayant comme sujets des thèmes sociaux en Turquie. Ceux-ci, pour la plupart dans la coproduction avec d'autres pays, sont perçus en premier lieu comme turcs, ainsi Șerif Gören a reçu avec le Kurde Yilmaz Güney, la palme d'or en 1982 pour son film Yol, la permission réalisé la même année. Autre exemple, Erden Kiral, réalisateur turc, a fini en Allemagne une demi-douzaine de films qui prêtent à attention dans les années 1980 et 1990 et qui ont été joués dans les versions allemande et turque.
Cependant la vue de Turcs dans des films de cinéastes allemands et des séries télévisées allemandes commence à changer graduellement, elle devient une sorte de normalité dans les productions allemandes. En dehors du débat spécifique sur les thèmes germano-turcs, les « rôles d'étranger » dans les films allemands devenaient des clichés. La marque du cinéma germano-turc est marquée par l'acteur et réalisateur Hark Bohms qui a réalisé le film Yasemin (1988), film où il a vécu pendant un certain temps avec des Turcs en Allemagne. 
Ces travaux de cinéastes turcs distingués par de nombreux prix leur ont permis d'obtenir une certaine renommée comme l'actrice Özay Fecht, reconnue et distinguée par de nombreux prix pour son rôle dans 40 qm Deutschland. Ainsi les travaux de Tevfik Başers portaient à attention. Son adaptation cinématographique du livre Abschied vom falschen Paradies (1989) de  Saliha-Scheinhardt lui à aussi permis d'obtenir une autre nomination au prix du meilleur film allemand. Zuhal Olcay, artiste turc, a été distinguée pour le rôle d’héroïne qu'elle a joué dans ce film. L'année suivante, Tevfik Başer est de nouveau sur un projet cinématographique s'intitulant Lebewohl, Fremde (1991) qui n'a pas obtenu de prix mais qui est entré dans la liste d'Un Certain Regard du festival de Cannes de 1991.     
Du fait que le cinéma germano-turc connaisse une ascension rapide, encore aucune question ne pouvait être posée au début des années 90. Nous pouvons voir cela en 1990 avec le film Voyage vers l'espoir du réalisateur suisse Xavier Koller qui par le mélange de langue turque, allemande, a créé une sorte de phénomène qui lui a permis de gagner un oscar inattendu pour le meilleur film en langue étrangère. À la production de ce film, on retrouve les réalisateurs Şerif Gören et Galip İyitanır. Cependant même la réussite de ces films germano-turcs dans le cinéma germanophone durant ces années ne peut empêcher la censure de certains aux idées trop profondes sur le sujet des migrants. Ainsi nous n'avons jusqu'ici comme unique orateur des problèmes que connaissent les migrants turcs s'exilant en Allemagne, le réalisateur Yilmaz Güney.     
Selon Moritz Dehn, cette situation est contraire « à la France et la Grande-Bretagne, où il y a déjà une production active de films de réalisateurs d'origines étrangères au milieu des années 1980 qui racontaient leur vie d'un regard sombre, triste sur la culture étrangère de la République fédérale ».

#### Cas particulier de la comédie
La comédie germano-turque a commencé à se démocratiser en Allemagne dans les années 80 avec le film Vatanyolu – Die Heimreise (1989). Ce film, des réalisateurs turcs Enis Günay et Rasim Konyar, a été félicité par la République Fédérale d'Allemagne, car il présentait d'une manière comique le sujet « de retour dans le pays d'origine ». Dans les mêmes années, Şerif Gören étonne avec son film comique Polizei ayant pour acteur principal Kemal-Sunal, acteur turc éminent. Néanmoins, l'évocation du sujet de l'immigration dans le cinéma germano-turc est apparue plus tôt, dès les années 1970, mais l'attrait pour le sujet à l'époque est resté faible. La comédie germano-turque remarquée suivante est Berlin in Berlin (1993), un film de Sinan Çetin, réalisateur turc également. Cette comédie parodie le cinéma de migrant allemand en présentant un Allemand vivant à Berlin dans un « 4 mètres carrés de Turquie ». La chaîne allemande ZDF diffuse le film Polizei de Gören pour la première fois devant un public allemand en 1996.        
En 1992, Happy Birthday, Türke, film de Doris Dörrie, adaptation cinématographique du livre de Jakob Arjouni, a suscité un attrait particulier vis-à-vis du public allemand. En effet celui-ci est le premier à reprendre avec ironie certains clichés et stéréotypes, et a été perçu pour sa forme comme un film noir, et non une comédie.

### Les films à perspectives interculturelles

#### La réussite du cinéma germano-turc
Fin 1990, des longs métrages de réalisateurs turcs trouvent leur place dans les cinémas allemands et reçoivent un accueil favorable, aussi bien de la part du public que de la critique.
Cette nouvelle génération de cinéastes rencontre un véritable succès à Hambourg et à Berlin, qui selon la rédaction de la chaîne de télévision allemande ZDF, s'affirme de plus en plus.
Fatih Akin tourne son premier court métrage Turqué (en allemand Getürkt) en 1996, et achève son premier long métrage L'Engrenage (en allemand Kurz und schmerzlos) en 1998. L'Engrenage est récompensé par de nombreux prix; et lui ouvre la porte à de nombreux projets à gros budget.  
Yüksel Yavus sort son deuxième film Aprilkinder en 1998. Le film reçoit un tel succès que Yüksel Yavus le sort lui-même sous la forme d'un enregistrement VHS.  
Kutluğ Ataman réalise en 1999 le film Lola und Bilidikid grâce à la participation d'acteurs allemands et de donateurs. Lola und Bilidikid est le meilleur film du Festival du film gay et lesbien de Turin en 1999. C'est un film culte, de renommée internationale sur les migrants homosexuels à Berlin.
Thomas Arslan, réalisateur allemand d'origine turque, sort en 1998 le film Dealer, qui est la deuxième partie de sa trilogie sur les jeunes turcs de Berlin. Il est un des représentants les plus prometteurs du cinéma d'auteur allemand, et gagne un prix au Festival international du film de Berlin.

#### Cinéma incontournable et stars du cinéma: une entrée dans la légende

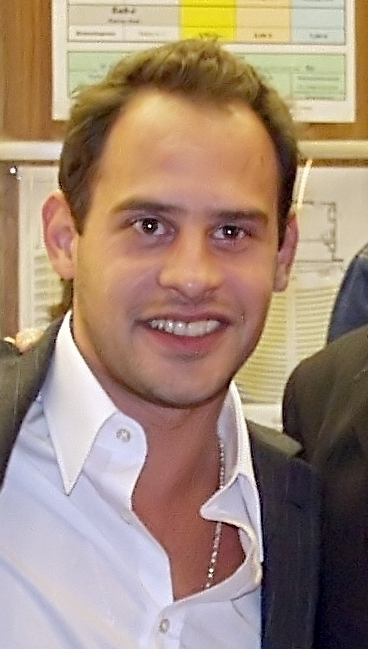
Moritz Bleibtreu, acteur dans de nombreux succès comme Im Juli (2000), Solino (2002) ou Chiko (2008).

Après que le cinéma germano-turc se soit imposé comme une référence obligatoire de la filmographie allemande, en particulier avec le grand succès populaire du film Erkan & Stefan, ainsi que l'excellente audience du programme télévisé Was guckst du?! du chroniqueur d'origine turque Kaya Yanar à partir de 2001, les acteurs des personnages principaux des gros succès accèdent à une célébrité fulgurante qui les place au rang des plus grandes stars allemandes.
Par exemple, l'acteur vedette du réalisateur Fatih Akin, Mehmet Kurtuluş, reçoit une affection toute particulière vis-à-vis du public, notamment pour son rôle inédit en 2008 de commissaire d'origine turque dans le Tatort Du côté du Soleil (en allemand Auf der Sonnenseite), feuilleton télévisé du dimanche soir extrêmement prisé outre-Rhin. La série de la chaîne allemande RTL Sinan Toprak ist der Unbestechliche de 2001, d'après une idée originale de Orkun Ertener, est le tremplin pour la carrière internationale d'Erol Sander.
Le cinéma ou la télévision à thématique germano-turque permettent à de nombreux acteurs d'accéder à la célébrité, en particulier Birol Ünel, Nursel Köse, Tayfun Bademsoy, Erhan Emre, Tim Seyfi, Sibel Kekilli, Oktay Özdemir, mais aussi Sophie Dal et Sila Şahin.
Les metteurs en scène contribuent à la renommée exceptionnelle en Allemagne de certains acteurs en particulier, élevés au rang de star à partir des années 2000. L'exemple le plus parlant est sans doute Moritz Bleibtreu, qui n'a reçu depuis 2000 que des propositions de personnages principaux des plus grandes productions. Christiane Paul joue à ses côtés dans l'œuvre de Fatih Akin Im Juli, et depuis peut se permettre de choisir les meilleurs rôles. Daniel Brühl remporte le Deutscher Filmpreis pour son rôle dans Elefantenherz de Züli Aladağs de 2001.
Les acteurs possédant des racines turques, qui étaient auparavant cantonnés dans leur rôle spécifique du cinéma germano-turc dans les productions allemandes à succès, commencent à se libérer du « cinéma ethnique ». Hilmi Sözer devient très populaire à partir de 1994 grâce à son apparition dans des comédies, et obtient à partir de 2001 les premiers rôles auprès de réalisateurs turcs comme Züli Aladag ou Yasemin Şamdereli. Ses qualités d'acteur vedette dans son premier long métrage Auslandstournee (2000) ont même permis de mettre en avant la régisseure Ayse Polat sur la scène internationale, célèbre désormais pour ses courts-métrages. Denis Moschitto, fils d'un couple italiano-turc, est aussi une référence des films interculturels à succès.

## Particularités artistiques et thématiques
Un contexte découpé, un plurilinguisme et une influence turque
Malgré la diversité et la variété de ce que l'on appelle le « cinéma germano-turc », quelques points communs permettent de différencier cette catégorie du cinéma allemand et du cinéma de migrants. Certains metteurs en scène d'origine turque utilisent des thèmes typiquement allemands, mais sont quand même rangés dans la catégorie « cinéma germano turc ». En effet ces metteurs en scène montrent au travers de leurs films les différences culturelles par le biais des personnages secondaires qui exercent le rôle de l'étranger.
Le point commun le plus visible des films turcs parlant des Turcs en Allemagne est la maîtrise de différentes langues. En effet la majorité des metteurs en scène germano-turcs est bilingue et il est parfois difficile de dire laquelle des deux langues est considérée comme langue maternelle. La diversité des langues, telle que l'allemand, le turc, le kurde ou l'anglais, est expliquée par les minorités d'immigrés vivant en Allemagne.
Mark Terkessidis voit dans les premiers films du cinéma germano-turc de 1998 des points communs. La plupart des films montrent à l'écran le point de vue interne et subjectif des jeunes hommes qui doivent survivre dans cette culture étrangère. Un autre point commun sont les combats menés en vain par les immigrés. C'est donc ainsi que se terminent les films le plus souvent : par la prison ou la mort du personnage principal. La subjectivité décrite par Terkessidis dans les films est à ranger dans la catégorie « Cinéma de l'autre regard » : dans les films germano-turcs plus que dans les films allemands, il est question de mélanges de cultures et de rencontres. L'histoire d'une vie entre deux cultures est donnée comme tentative d'explication du phénomène.
Il n'est plus possible, en raison du nombre important de films germano-turcs produits, de trouver une spécificité artistique et esthétique. Ces films reprennent en effet le style des films d'autres pays : Fatih Akin est nettement influencé par le cinéma américain, Thomas Arslam suit la tradition française de la « Nouvelle Vague ». Cependant, une particularité serait l'influence d'une culture cinématographique allemande sur les metteurs en scène allemands d'origine turque. C'est ainsi que dans le film 40 qm Deutschland réalisé par Tevfik Başe, le récit contient des détails prouvant sa préférence -ou sa faiblesse- pour le mélodrame turc. La connaissance du cinéma turc ou des habitudes turques est vue comme un gain par la nouvelle génération. Cette base transnationale expliquerait le succès des films germano-turcs dans des pays étrangers.  
À l'époque de l'éveil de la deuxième et de la troisième génération d'immigrés turcs, les comédies musicales deviennent populaires en Allemagne. L'influence de ces dernières sur les metteurs en scène germano-turcs n'est actuellement pas étudiée, mais on la retrouve chez Fatih Akin dans son œuvre L'Engrenage : le personnage principal chante, ainsi que dans le film Im Juli, où les commentaires de DVD sont en musique, et finalement le film Head-On (Gegen die Wand) est comparé à un opéra. Plus récemment, Ahmet Tas, réalisateur allemand qui a grandi pendant l'influence des comédies musicales indiennes en Allemagne, remporte beaucoup de succès dans plusieurs festivals avec son "Dokumusical". La réalisatrice Ipek Ipekçioğlu a évoqué plusieurs fois l'influence particulière qu'a eu la production de comédies musicales indiennes sur son propre style de musique.

## Signification pour le cinéma des pays
De l'évènement politique à l'affiche de film comme fondement culturel de l'intégration
Le cinéma germano-turc développe en Allemagne ainsi qu'en Turquie, à côté de sa signification artistique par le renouveau du paysage cinématographique, un effet social. Une certaine responsabilité résulte de ce phénomène de politique de société. Car comme ces films ont toujours contribué à démonter les préjugés entre une société traditionnelle allemande majoritaire et sa minorité turque (ou maintenant entre les Turcs et leurs minorités), ils peuvent étonnamment aboutir à la consolidation de ces préjugés. En effet, sur une minorité, la projection d'une société majoritaire devient justement « rapidement généralisée ». Des films qui peuvent se positionner à l'opposé des préjugés, des idéologies, des partis pris face à ses amis, aux étrangers, ainsi qu'aux pays et leurs cultures et  ne sont en cela pas apolitiques, prennent une grande part de responsabilité. En particulier dans la littérature spécialisée l'importance des « identifications » qui laissent apparaître le contexte culturel du personnage en arrière-plan et soulignent le positionnement comme sujet. 
L'avenir inéluctable d'un cinéma dit germano-turc alimente la polémique entre les critiques de cinéma, déjà à la fin des années 1990, sur la vision que les Turcs seraient les seuls, qui en Allemagne (…) feraient des films sur la politique contemporaine.
Les filmologues attribueront plus tard aux œuvres des cinéastes germano-turcs une forte contribution au renforcement de la tendance à la politisation du film allemand, qui était avant tout, pendant longtemps destinés à produire des comédies.
En outre, au cours des dernières années la cinématographie germano-turque a été considérée comme l'une des disciplines partielles des littératures interculturelles de l'Europe qui a mené à l'unification européenne.
Une autre indication est visible dans la première attribution du prix du cinéma européen LUX par le Parlement européen en 2007 à la production germano-turque, De l'autre côté (2007), [1] qui universellement s'est retrouvé en haut sur les listes préférées des critiques de cinéma. 
Selon un projet de recherche en 2008 sur «  L’étude de la diaspora dans le film germano-turc »  à l'université de Constance, il a été explicitement mentionné que les histoires allemandes, que le cinéma germano-turc et la littérature germano-turque ont racontées au cours des dernières années, ont changé fondamentalement, et changeront encore, "les formations de connaissances culturelles dans la production d'art allemande et d’histoire" que le cinéma allemand "au début du XXIe siècle. Cela renvoie dans ce contexte, avant tout à une influence du film germano-turc à l’égard d’une culture théorique et poétique. 
En outre, les films des cinéastes d’origine turque, même si la poursuite des rôles stéréotypés a lieu toujours aujourd'hui, ont eu une influence positive sur une représentation réaliste "des étrangers" dans le cinéma et la télévision allemande : En particulier avec l'utilisation du Boom du cinéma germano-turc de Tayfun Bademsoy comme l'agence destinée à promouvoir les acteurs étrangers « Foreign faces ».

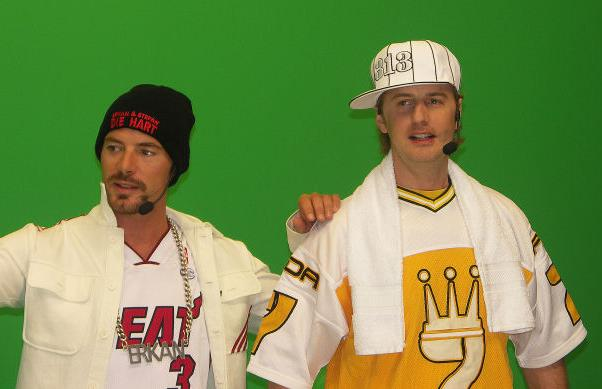
Erkan et Stefan (2006)

En Allemagne, cela aurait été fréquent d'être engagé seulement à cause de sa nationalité pour servir des clichés. Ainsi l'acteur Fatih Akın soutient cette appréciation quand il avoue qu'en 1995 il a commencé à tourner ses propres films car il ne voulait plus ressembler au même Turc de service. Un exemple bien connu de changement de conscience du côté des acteurs allemands a été la transformation d'un comique comme John Friedman qui pendant des années faisant semblant de jouer Erkan un personnage turc prolétaire plein de clichés (le précurseur de Taxi sharia[Quoi ?]) lorsqu'à partir de 2007 le metteur en scène d'origine turque ne commence à briser cette image efficacement en présentant soudainement des rôles d'étranger sans clichés.   
De très nombreux prix nationaux décernés à des films et à des productions de cinéastes germano-turcs se retrouvent entretemps pour leur qualité spéciale au sein de la création cinématographique et la télévision allemande. « 2008 » a reçu le prix Grimme pour des productions aussi diverses que Eine andere Liga (2005) ou la série policière Berlin Brigade Criminelle (2007). L'année précédente c'était Wut et Family Mix.   
Ces quelques œuvres sont représentatives, pour un grand nombre, de distinctions nationales de cinéastes germano-turcs mais aussi généralement pour des films à thèmes germano-turcs depuis le début du millénaire. Par exemple le prix Grimme au festival de la Berlinale ou le prix du film allemand. Du point de vue international, des metteurs en scène contribuent beaucoup aujourd'hui comme Fatih Akin à la réputation du film allemand. En Turquie son film de 2007 intitulé « Auf der anderen Seite » en réalité un film d'auteur a fait une sortie en salle semblable à celle d'un « blockbuster ». L'opinion comme quoi « Some of the richest films coming out of Germany at present are directed by German-Turkish filmmakers » est soutenue par le professeur Roger Hillman (Australian National University). En France Fatih Akın est déjà considéré comme le metteur en scène européen le plus important. Bien sûr que le cinéma de cinéastes d'origine turque est désormais considéré en Allemagne comme une fierté particulière du cinéma national confirmé par des récentes communications officielles allemandes pour l'oscar du « Meilleur film en langue étrangère » :   
« 2008 » et « Auf der anderen Seite », des films produits en Allemagne et en Turquie et « Die Fremde » réalisé par Feo Aladag et produit par Zuli Aladag en 2010. En raison de l'augmentation significative des coproductions germano-turcs ou les cinéastes allemands d'origine turque sont considérablement impliqués, les effets directs sur le cinéma turc au cours des dernières années sont visibles, sans pour autant avoir été examinés. Il y a des exemples comme la mise en scène de Neco Çeliks (selon Vanity Fair le « Spike Lee Deutschlands ») pour le film turc « Kisik ateste 15 dakika » (2006) et Fatih Akın pour des coproductions de 2006 et 2007 comme le film  « Diebstahl alla turca » (2005). Selon les estimations de Lennart Lehmanns le cinéma turc est en mouvement à la fois en Allemagne et en Turquie. Leur développement semble complètement ouvert.

#### En allemand
- Kim Brandt: Weiblichkeitsentwürfe und Kulturkonflikte im deutsch-türkischen Film. Zur integrativen Wirkung von Filmen. VDM, Sarrebruck 2007,  (ISBN 978-3-8364-2447-9); AV Akademikerverlag, Sarrebruck 2012,  (ISBN 978-3-639-41598-8).
- Tunçay Kulaoğlu: Der neue „deutsche“ Film ist „türkisch“? Eine neue Generation bringt Leben in die Filmlandschaft.  In: Filmforum. 16, 1999, Page 8–11
- Claus Löser: Berlin am Bosporus. Zum Erfolg Fatih Akıns und anderertürkischstämmiger Regisseure in der deutschen Filmlandschaft. In: Ralf Schenk, Erika Richter, Claus Löser (Hrsg.): apropos. Film 2004. Das Jahrbuch der DEFA-Stiftung. Bertz + Fischer, Berlin 2004, Page 129–146
- Margret Mackuth: Es geht um Freiheit. Interkulturelle Motive in den Spielfilmen Fatih Akıns. VDM,  Sarrebruck 2007,  (ISBN 978-3-83642-561-2).
- Martina Priessner: Verworfene Realitäten – Neue Bilder, Transkulturalität und Repräsentation der Filmkunst in der BRD. In: Engelschall, Hahn, Pieper, Zülch (Hrsg.): Widerstandsbewegungen – Antirassismus zwischen Alltag und Aktion. Assoziation A, Berlin 2005,  (ISBN 978-3-935936-34-7).
- Diana Schäffer: Deutscher Film mit türkischer Seele. Entwicklungen und Tendenzen der deutsch-türkischen Filme von den 70er Jahren bis zur Gegenwart.VDM, Sarebruck 2007,  (ISBN 978-3-639-40253-7).

#### En anglais
- Daniela Berghahn: No place like home? Or impossible homecomings in the films of Fatih Akin. In: New Cinemas, 4:3, 2006, pages 141–157
- Daniela Berghahn: Turkish German dialogues on screen. In: Daniela Berghahn (Hrsg.): Turkish German Dialogues on Screen, Special issue, New Cinemas, 7:1, 2009, pages 3–9.
- Daniela Berghahn: From Turkish greengrocer to drag queen: Reassessing patriarchy in recent Turkish German coming-of-age films. In: Daniela Berghahn (Hrsg.): Turkish German Dialogues on Screen, Special issue, New Cinemas, 7:1, 2009, pages 55–69.
- Rob Burns: Turkish-German Cinema: From Cultural Resistance to Transnational Cinema? In: David Clarke (Hrsg.): German cinema. Since unification. Continuum, London / New York 2006
- Deniz Göktürk: Beyond Paternalismus. Türkish German Traffic in Cinema. In: Tim Bergfelder, Erica Carter und Deniz Göktürk (Hrsg.): The German Cinema Book. British Film Inst., London 2002, pages 248–256
- Stan Jones: Turkish-German cinema today: A case of study of Fatih Akın’s Kurz und schmerzlos (1998) and Im Juli (2000). In: Guido Rings, Rikki Morgan-Tamosunas (Hrsg.): European Cinema. Inside Out. Images of the Self and the Other in Postcolonial European Film. Winter, Heidelberg 2003, Pages 75–91
- Silvia Kratzer-Juilfs: Return, Transference, and the Constructedness of Experience in German/Turkisch Dokumentary Film. In: Diane Wiedmann, Janet Walker (Hrsg.): Feminism + Documentary. University of Minnesota Press, Minneapolis / London 1999, pages 187–201
- Giovannella Rendi: Kanaka sprak? German-Turkish women filmmakers. In: gfl-journal. No. 3, 2006

#### En turc
- Aydın Üstünel: Berlinale’nin Türkleri. In: Qantara.de. 2008